# Nephrolepis humatoides
Nephrolepis humatoides là một loài dương xỉ trong họ Nephrolepidaceae. Loài này được Alderw. mô tả khoa học đầu tiên năm 1924.
Danh pháp khoa học của loài này chưa được làm sáng tỏ. 